# مود العليا (درميان)
مود العلیا (بالفارسية: مود علیا) هي مستوطنة تقع في إيران في قسم درمیان الريفي. يقدر عدد سكانها بـ 144 نسمة بحسب إحصاء 2016.